# Сілянови
Сіля́нови (рос. Силяновы) — присілок у складі Слободського району Кіровської області, Росія. Входить до складу Шиховського сільського поселення.
Населення становить 4 особи (2010, 3 у 2002).
Національний склад станом на 2002 рік — росіяни 100 %.